# Alexey Chervonenkis
Alexey Chervonenkis ou Alexeï Iakovlevitch Tchervonenkis (russe : Алексей Яковлевич Червоненкис), mathématicien russe né le 7 septembre 1938 et décédé le 22 septembre 2014, est l'un des principaux artisans de la théorie de Vapnik-Chervonenkis, contribution importante à la théorie de l'apprentissage automatique.

## Sources
- (en) Cet article est partiellement ou en totalité issu de l’article de Wikipédia en anglais intitulé « Alexey Chervonenkis » (voir la liste des auteurs).